# پیله‌کوه
پیله‌کوه، روستایی است از توابع بخش مرکزی شهرستان میاندورود در استان مازندران ایران. فاصلهٔ آن تا شهر ساری ۲۴ کیلومتر می‌باشد.

## جمعیت
این روستا در دهستان کوهدشت قرار داشته و براساس آخرین سرشماری مرکز آمار ایران که در سال ۱۳۹۵ صورت گرفته، جمعیت آن ۲۶۶ نفر (۹۰خانوار) بوده‌است.

## موقعیت نسبت به دیگر شهرها
روستای پیله کوه یکی از روستاهای زیبای شهرستان میاندورود می‌باشد. فاصله آن با شهر ساری مرکز استان ۲۴ کیلومتر و با شهر نکا ۱۴ کیلومتر می‌باشد. روستای پیله کوه در فاصله ۴ کیلومتری روستای جامخانه قرار دارد.